# Gladys Mbabazi
Gladys Mbabazi (1º maggio 1996) è una giocatrice di badminton ugandese.

## Palmarès
- Campionati africani

Il Cairo 2020: bronzo nel doppio femminile
Kampala 2021: bronzo nel doppio femminile
Benoni 2023: bronzo nel doppio femminile.